# Tangenziale di Modena
Tangenziale di Modena è la denominazione del sistema stradale che circonda la città di Modena. Il sistema tangenziale di Modena si compone di tratti costruiti anche a distanza di tempo notevole tra di loro e a cura di enti gestori differenti (Comune di Modena, A.N.A.S. e Provincia di Modena).
L'arteria è stata realizzata in un lungo lasso di tempo con progetti rispondenti a normative diverse, è più corretto considerarla quindi come un sistema di tangenziali, in quanto assieme di più tratti senza soluzione di continuità ma con caratteristiche differenti. Dal 08/04/2021 tutti i tratti di tangenziale realizzati dal Comune di Modena (Mistral, Pasternak, Carducci) e il tratto di via Nuova Estense da SS12 a SS9 sono stati consegnati ad ANAS S.p.A. in attuazione del DPCM 21/11/2019 (piano "Rientro strade - seconda tranche"). Sull'arteria vige prevalentemente il limite di 70 km/h, tranne: SS724 da Cognento a Sassuolo e sull'intera SS724 dir, entrambe con limite 90 km/h.

## Tabelle percorsi
A partire da est in corrispondenza dello svincolo numero 1 e procedendo in senso antiorario:
- Tangenziale Nord Boris Leonidovic Pasternak (denominazione del Comune di Modena e competenza ANAS con denominazione: Strada statale 724 dir/A Tangenziale di Modena): dalla via Emilia Est (svincolo 1) allo svincolo 6 per via Nonantolana.
| Tangenziale di Modena - tratto Boris Leonidovic Pasternak |        | |       |           |
| Tipo                                                      | Numero | Indicazione | km    | Provincia |
|                                                           |        | in direzione nord: Milano-Napoli: casello di Modena Nord - Modena-Brennero Via Emilia Reggio Emilia - dell'Abetone e del Brennero Verona in direzione sud: via Nuova Estense del Passo Brasa: Spilamberto - Vignola - Milano-Napoli: casello di Modena Sud - Bologna Nuovo ospedale civile di Baggiovara dell'Abetone e del Brennero: Maranello - Pavullo nel Frignano - Abetone in direzione ovest: via Emilia est Modena centro - ospedale Policlinico e Pronto Soccorso in direzione est: Via Emilia Castelfranco Emilia - Bologna |       | MO        |
|                                                           |        | via Marinuzzi Zone industriali Marinuzzi / Respighi - Villaggio industriale Modena est | [ 4 ] | MO        |
|                                                           |        | via Respighi Zona industriale Respighi | [ 5 ] | MO        |
|                                                           |        | via Divisione Acqui - via Indipendenza Questura di Modena - Palazzo dello Sport (PalaPanini) Campo baseball "G. Torri" - centro commerciale "I Portali" |       | MO        |
|                                                           |        | variante alla SP 255 : tangenziale Yitzhak Rabin Nonantola - Ferrara - via Fossa Monda nord - mercato ortofrutticolo - Zona industriale Torrazzi nord dell'Abetone e del Brennero Verona - Via Emilia Reggio Emilia | [ 5 ] | MO        |
|                                                           |        | via dei Torrazzi Zona industriale Torrazzi nord - mercato ortofrutticolo | [ 4 ] | MO        |
|                                                           |        | via Malavolti Zona industriale Torrazzi sud | [ 5 ] | MO        |
|                                                           |        | Area di servizio Torrazzi Sud | [ 5 ] | MO        |
|                                                           |        | Area di servizio Torrazzi Nord | [ 4 ] | MO        |
|                                                           |        | via Nonantolana - ex di San Matteo della Decima Nonantola - Ferrara Zona industriale Torrazzi nord | [ 4 ] | MO        |
|                                                           | BIS    | via Nonantolana quartiere Crocetta - Modena centro - stazione FS - stadio comando provinciale Carabinieri | [ 6 ] | MO        |

- Tangenziale Nord Giosuè Carducci (denominazione del Comune di Modena e competenza ANAS con denominazione: Strada statale 724 dir/A Tangenziale di Modena): dallo svincolo 6 allo svincolo 9.
| Tangenziale di Modena - tratto Giosuè Carducci |        | |             |           |
| Tipo                                           | Numero | Indicazione | km          | Provincia |
|                                                |        | nuova postazione fissa autovelox 24h/24 (dic.2015/lug.2016) | [ 5 ] [ 7 ] | MO        |
|                                                |        | via Danimarca Zona industriale Modena nord località Mulini Nuovi - Albareto quartiere Crocetta - Modena centro | [ 4 ]       | MO        |
|                                                |        | via del Mercato Modena centro - stazione FS via Canaletto - quartiere Sacca | [ 5 ]       | MO        |
|                                                |        | via Romania - via M. Finzi Zona industriale Modena Nord - Zona industriale S.Matteo via A.Cavazza - inceneritore rifiuti e depuratore acque Hera S.p.A. Modena centro - stazione FS via Canaletto - quartiere Sacca - stadio - comando provinciale Carabinieri |             | MO        |
|                                                |        | strada Nazionale del Canaletto Sud - Quartiere Sacca comando provinciale Carabinieri Compartimento Polizia Postale Emilia Romagna - Sezione Modena Ufficio Denunce                                                                                             | [ 8 ]       | MO        |

- Tangenziale Luigi Pirandello (denominazione del Comune di Modena e competenza ANAS con denominazione: Strada statale 724 Tangenziale Nord di Modena e diramazione per Sassuolo): dallo svincolo 9 allo svincolo 16.
| Tangenziale Nord di Modena e diramazione per Sassuolo |        | |       |           |
| Tipo                                                  | Numero | Indicazione | km    | Provincia |
|                                                       |        | Tangenziale Nord di Modena Via Emilia Milano-Napoli: casello di Modena Nord - Bologna - Reggio Emilia                                                              | 0,0   | MO        |
|                                                       |        | innesto su SS 724 rampa di collegamento con strada comunale strada Nazionale del Canaletto Centro.                                                                 | 0,0   | MO        |
|                                                       |        | strada Nazionale del Canaletto Sud - Quartiere Sacca comando provinciale Carabinieri Compartimento Polizia Postale Emilia-Romagna - Sezione Modena Ufficio Denunce | 0,0   | MO        |
|                                                       |        | dell'Abetone e del Brennero Mirandola - Verona | 0,2   | MO        |
|                                                       | BIS    | via Alessandro La Marmora Zona industriale Sacca Modena centro - stadio - stazione FS comando provinciale Carabinieri                                              | 0,4   | MO        |
|                                                       |        | ex Romana Carpi - Mantova SP 13 di Campogalliano: Campogalliano - Modena-Brennero Ufficio delle Dogane di Modena, dogana merci di Campogalliano                    | 1,7   | MO        |
|                                                       |        | San Cataldo - Ponte Alto - Madonnina cimitero monumentale di San Cataldo                                                                                           | 2,5   | MO        |
|                                                       |        | Stradello Anesino | 3,4   | MO        |
|                                                       |        | Area di servizio Modena Nord | 3,7   | MO        |
|                                                       |        | Area di servizio Modena Sud | 3,7   | MO        |
|                                                       |        | Modena centro Ponte Alto - Freto - Tre Olmi | 4,4   | MO        |
|                                                       |        | Milano-Napoli Polizia Stradale-Sottosezione Autostradale Modena Nord Fiera - zona centri commerciali e ipermercati                                                 | 5,3   | MO        |
|                                                       |        | Via Emilia Reggio Emilia - Milano | 6,0   | MO        |
|                                                       | BIS    | via Emilia ovest Zone industriali Modena ovest - Modena centro | 6,3   | MO        |
|                                                       |        | termine Tangenziale Nord di Modena | 6,560 | MO        |

- Tangenziale Gabriela Mistral (denominazione del Comune di Modena e competenza ANAS con denominazione SS724) : dallo svincolo 16 allo svincolo 17
| Tangenziale Sud di Modena - tratto Gabriela Mistral |        |                                                                                     |       |           |
| Tipo                                                | Numero | Indicazione                                                                         | km    | Provincia |
|                                                     |        | inizio Tangenziale Sud di Modena                                                    | 6,560 | MO        |
|                                                     | A      | raccordo Tangenziale Sud - via D'Avia sud via D'Avia sud - Cognento - Modena centro | 7,3   | MO        |
|                                                     |        | termine Tangenziale Sud di Modena                                                   | 7,650 | MO        |

- Strada Modena-Sassuolo (denominazione del Comune di Modena e competenza ANAS con denominazione: Strada statale 724 Tangenziale Nord di Modena e diramazione per Sassuolo): dallo svincolo 17 al confine comunale (località Baggiovara) 
| SS 724 - diramazione per Sassuolo |        | |       |           |
| Tipo                              | Numero | Indicazione | km    | Provincia |
|                                   |        | diramazione Modena - Sassuolo | 7,650 | MO        |
|                                   | A      | Cognento via D'Avia sud | 7,8   | MO        |
|                                   | B      | tangenziale S. Quasimodo sede Motorizzazione Civile - comando Polizia Municipale Agenzia delle Entrate - Centro per l'Impiego - comando prov.le Vigili del Fuoco Via Giardini - comando prov.le Polizia Stradale - Modena centro | 8,0   | MO        |
|                                   | C      | Cognento strada di Cognento | 8,1   | MO        |
|                                   |        | Tangenziale Sud di Modena dell'Abetone e del Brennero - Milano-Napoli | 9,2   | MO        |

- Complanare Luigi Einaudi (denominazione del Comune di Modena e competenza ANAS con denominazione: SS 724 dir): diramazione dallo svincolo 18 con tracciato complanare all'A1 fino alla SS 12 in località Cantone di Mugnano (svincolo 20).
| SS 724 dir - Tangenziale Sud di Modena |        | |     |           |
| Tipo                                   | Numero | Indicazione | km  | Provincia |
|                                        |        | Tangenziale Nord di Modena e diramazione per Sassuolo Milano-Napoli - Modena - Reggio Emilia - Sassuolo | 0,0 | MO        |
|                                        |        | svincolo unico per tutte le direzioni via Pietro Giardini Modena centro - comando prov.le Polizia Stradale ex di Montefiorino Nuovo ospedale civile di Baggiovara Formigine - Maranello - Sassuolo | 0,8 | MO        |
|                                        |        | ex di Montefiorino Nuovo ospedale civile di Baggiovara Formigine - Maranello - Sassuolo | 1,2 | MO        |
|                                        |        | via Pietro Giardini Modena centro - comando prov.le Polizia Stradale | 1,5 | MO        |
|                                        |        | Area di servizio | 3,4 | MO        |
|                                        |        | Area di servizio | 3,8 | MO        |
|                                        |        | dell'Abetone e del Brennero in direzione nord: Modena centro - comando prov.le Polizia Stradale Milano-Napoli: casello di Modena Sud - Bologna (uscita n. 25) in direzione sud: Maranello - Pavullo nel Frignano - Abetone in direzione est: SP 17 di Castelvetro Portile - Castelnuovo Rangone - Castelvetro di Modena | 5,1 | MO        |

- via Bellaria (denominazione del Comune di Modena e competenza ANAS con denominazione:SS 12 dell'Abetone e del Brennero): dalla rotatoria in località Cantone di Mugnano (svincolo 20) tra via Castelnuovo Rangone (SP 17) e termine complanare Luigi Einaudi (SS 724 dir) alla rotatoria in località Vaciglio (svincolo 22).
| Strada statale 12 dell'Abetone e del Brennero |        | |         |           |
| Tipo                                          | Numero | Indicazione | km      | Provincia |
|                                               |        | in direzione nord: Modena centro Milano-Napoli: casello di Modena Sud - Bologna (uscita n. 25) Via Emilia Bologna bivio Tangenziale Sud di Modena in direzione sud: Maranello - Pavullo nel Frignano - Abetone | 172,600 | MO        |
|                                               |        | bivio per Tangenziale Sud di Modena via Pietro Giardini: Modena centro - comando prov.le Polizia Stradale ex di Montefiorino: Nuovo ospedale civile di Baggiovara Formigine - Maranello - Sassuolo Tangenziale Nord di Modena e diramazione per Sassuolo Milano-Napoli: casello di Modena Nord - Modena - Sassuolo Via Emilia Reggio Emilia | 172,995 | MO        |
|                                               |        | bivio per Tangenziale Sud di Modena via Pietro Giardini: Modena centro - comando prov.le Polizia Stradale ex di Montefiorino: Nuovo ospedale civile di Baggiovara Formigine - Maranello - Sassuolo Tangenziale Nord di Modena e diramazione per Sassuolo Milano-Napoli: casello di Modena Nord - Modena - Sassuolo Via Emilia Reggio Emilia | 173,100 | MO        |
|                                               |        | Area di servizio | 173,700 | MO        |
|                                               |        | in direzione nord: Modena centro Milano-Napoli: casello di Modena Sud - Bologna (uscita n. 25) Via Emilia Bologna del Passo Brasa: Spilamberto - Vignola in direzione sud: Maranello - Pavullo nel Frignano - Abetone ex di Montefiorino: Nuovo ospedale civile di Baggiovara Formigine - Maranello - Sassuolo Tangenziale Nord di Modena e diramazione per Sassuolo Milano-Napoli: casello di Modena Nord - Modena - Sassuolo Via Emilia Reggio Emilia in direzione ovest: strada comunale Contrada Ippodromo della Ghirlandina - zone residenziali sud in direzione est: strada comunale Gherbella località Paganine - San Donnino della Nizzola                  | 174,200 | MO        |
|                                               |        | in direzione nord: Modena centro Milano-Napoli: casello di Modena Sud - Bologna (uscita n. 25) Via Emilia Bologna del Passo Brasa: Spilamberto - Vignola in direzione sud: Maranello - Pavullo nel Frignano - Abetone ex di Montefiorino: Nuovo ospedale civile di Baggiovara Formigine - Maranello - Sassuolo Tangenziale Nord di Modena e diramazione per Sassuolo Milano-Napoli: casello di Modena Nord - Modena - Sassuolo Via Emilia Reggio Emilia in direzione ovest: via Morane comando prov.le Guardia di Finanza - comando prov.le Polizia Stradale zone residenziali sud - centro commerciale "La Rotonda" in direzione est: via Morane località Vaciglio | 174,600 | MO        |

- via Nuova Estense (denominazione del Comune di Modena e competenza ANAS con denominazione:SS 12 dell'Abetone e del Brennero): dalla rotatoria in località Vaciglio (svincolo 22) tra la via Morane e via Bellaria (SS 12) alla rotatoria con la SS 623 (svincolo 25).
| Strada statale 12 dell'Abetone e del Brennero |        | |         |           |
| Tipo                                          | Numero | Indicazione | km      | Provincia |
|                                               |        | variazione numero corsie da 1 a 2 per ogni senso di marcia, fino al termine del tratto di strada (km 176,264). | 175,000 | MO        |
|                                               |        | via Vaciglio Centro zone residenziali sud-est | 175,190 | MO        |
|                                               |        | via della Pietra via Vaciglio Centro - quartiere Le Torri - zone residenziali sud-est | 175,700 | MO        |
|                                               |        | innesto su SS 12 rampa di collegamento con strada comunale via Campobasso. | 175,800 | MO        |
|                                               |        | in direzione nord: Milano-Napoli: casello di Modena Nord - Modena-Brennero Via Emilia Bologna - Via Emilia Reggio Emilia dell'Abetone e del Brennero Verona in direzione sud: dell'Abetone e del Brennero: Maranello - Pavullo nel Frignano - Abetone in direzione ovest: via Vignolese Modena centro - ospedale Policlinico e Pronto Soccorso Università degli studi di Modena e Reggio Emilia: Dipartimenti di Scienze e di Ingegneria in direzione est: del Passo Brasa (via Vignolese): Spilamberto - Vignola Milano-Napoli: casello di Modena Sud - Bologna | 176,264 | MO        |

- via Nuova Estense -secondo tratto- (denominazione del Comune di Modena e competenza ANAS con denominazione: Strada statale 724 dir/A Tangenziale di Modena: dalla rotatoria (svincolo 25) con la via Nuova Estense (SS 12) e la SS 623 alla via Emilia Est (svincolo 1).
| Tangenziale di Modena - tratto Nuova Estense |        | |       |           |
| Tipo                                         | Numero | Indicazione | km    | Provincia |
|                                              |        | via G.Gottardi Università degli studi di Modena e Reggio Emilia: Dipartimento di Ingegneria "Enzo Ferrari" zone residenziali sud-est | [ 5 ] | MO        |
|                                              |        | Area di servizio | [ 4 ] | MO        |

## Elenco delle tratte; definizioni e competenze degli enti proprietari
A partire da est in corrispondenza dello svincolo numero 1 e procedendo in senso antiorario:
- Tangenziale Nord Boris Leonidovic Pasternak (denominazione del Comune di Modena[3] e competenza ANAS con denominazione SS724 dir/A): dalla via Emilia Est (svincolo 1) allo svincolo 6 per via Nonantolana.
- Tangenziale Yitzhak Rabin (denominazione del Comune di Modena[3] e competenza della Provincia di Modena[16][17], da quest'ultima classificata come variante alla SP 255), diramazione dallo svincolo 4 e innesto su ex SS 255 verso Nonantola-Ferrara..
- Tangenziale Nord Giosuè Carducci ((denominazione del Comune di Modena[3] e competenza ANAS con denominazione SS724 dir/A): dallo svincolo 6 allo svincolo 9.
- Tangenziale Luigi Pirandello (denominazione del Comune di Modena[3] e competenza ANAS (denominazione: Strada statale 724 Tangenziale Nord di Modena e diramazione per Sassuolo): dallo svincolo 9 allo svincolo 16.
- Tangenziale Gabriela Mistral ((denominazione del Comune di Modena[3] e competenza ANAS con denominazione SS724): dallo svincolo 16 allo svincolo 17.
- Tangenziale Salvatore Quasimodo (denominazione e competenza del Comune di Modena[3]): diramazione dallo svincolo 17B verso Tangenziale Pablo Neruda.
- Tangenziale Pablo Neruda (denominazione e competenza del Comune di Modena[3]): prosecuzione della Tangenziale Salvatore Quasimodo verso Modena centro.
- Strada Modena-Sassuolo (denominazione del Comune di Modena[3] e competenza ANAS con denominazione: Strada statale 724 Tangenziale Nord di Modena e diramazione per Sassuolo): dallo svincolo 17 al confine comunale (località Baggiovara) e poi fino a Sassuolo. (Un tratto intermedio di circa 2 chilometri posto tra Baggiovara e Formigine appartiene e compete alla Provincia di Modena[16], che segnala in loco i propri confini con appositi cartelli recanti la denominazione "Asse viario Modena-Sassuolo").
- Complanare Luigi Einaudi (denominazione del Comune di Modena[3] e competenza ANAS con denominazione: Strada statale 724 dir Tangenziale Sud di Modena): diramazione dallo svincolo 18 con tracciato complanare all'A1 fino alla SS 12 in località Cantone di Mugnano (svincolo 20).
- via Bellaria (denominazione del Comune di Modena[3] e competenza ANAS (denominazione:SS 12 dell'Abetone e del Brennero): dalla rotatoria in località Cantone di Mugnano (svincolo 20) tra via Castelnuovo Rangone (SP 17) e termine complanare Luigi Einaudi (SS 724 dir) alla rotatoria in località Vaciglio (svincolo 22).
- via Nuova Estense (denominazione del Comune di Modena[3] e competenza ANAS (denominazione:SS 12 dell'Abetone e del Brennero): dalla rotatoria in località Vaciglio (svincolo 22) tra la via Morane e via Bellaria (SS 12) alla rotatoria con la SS 623 (svincolo 25).
- via Nuova Estense -secondo tratto- (denominazione del Comune di Modena[3] e competenza ANAS con denominazione SS724 dir/A): dalla rotatoria (svincolo 25) con la via Nuova Estense (SS 12) e la SS 623 alla via Emilia Est (svincolo 1).

## Elenco degli svincoli
1  rotatoria via Emilia Est - via Nuova Estense - tangenziale nord Pasternak (SS 724 dir/A)
2  tangenziale nord Pasternak (SS 724 dir/A) - via Respighi
3  tangenziale nord Pasternak (SS 724 dir/A) - via Indipendenza / Divisione Acqui
4  tangenziale nord Pasternak (SS 724 dir/A) - tangenziale nord Rabin (variante SP 255)
5  tangenziale nord Pasternak (SS 724 dir/A) - via Torrazzi (solo carreggiata esterna) / via Malavolti (solo carreggiata interna)
6  tangenziale nord Pasternak (SS 724 dir/A) - via Nonantolana direzione zona ind. Torrazzi - SP255
6 BIS (solo carreggiata esterna) tangenziale nord Pasternak (SS 724 dir/A) - via Nonantolana direzione centro della città
7  (solo carreggiata interna) tangenziale nord Carducci (SS 724 dir/A) - via del Mercato
7 (solo carreggiata esterna) tangenziale nord Carducci (SS 724 dir/A) - via Danimarca 
8  tangenziale nord Carducci (SS 724 dir/A) - via Romania / via Finzi
9  (solo carreggiata interna) tangenziale nord Carducci (SS 724 dir/A) - via Canaletto sud
10   tangenziale nord Pirandello (SS 724) - via Canaletto (SS 12)
10 BIS tangenziale nord Pirandello (SS 724) - viale La Marmora / centro della città; sullo svincolo (direzione Bologna) mancano i segnali di direzione
11  tangenziale nord Pirandello (SS 724) - strada Nazionale per Carpi (SS 413)
12  tangenziale nord Pirandello (SS 724) - Ponte Alto / str. Cimitero San Cataldo / via Capitani
13  (solo carreggiata esterna) tangenziale nord Pirandello (SS 724) - stradello Anesino
14  tangenziale nord Pirandello (SS 724) - via Barchetta
15  tangenziale nord Pirandello (SS 724) - via Virgilio / Fiera
16   tangenziale nord Pirandello (SS 724) - via Emilia ovest (SS 9) dir. Reggio Emilia - Milano
16 BIS  tangenziale nord Pirandello (SS 724) - via Emilia ovest dir. Modena ovest - centro della città
17A  superstrada per Sassuolo (SS 724) - via d'Avia sud / Cognento
17B superstrada per Sassuolo (SS 724) - tangenziale sud Quasimodo
17C (solo in direzione Sassuolo) superstrada per Sassuolo (SS 724) - strada Cognento
18  superstrada per Sassuolo (SS 724) - complanare Einaudi (SS 724 dir)
19  complanare Einaudi (SS 724 dir) - via Giardini (SP 486)
20  complanare Einaudi (SS 724 dir) - strada Bellaria (SS 12) - strada Castelnuovo Rangone (SP 17)
21  rotatoria strada Bellaria (SS 12) - strada Contrada
22  rotatoria strada Bellaria (SS 12) - via Morane - via Nuova Estense (SS 12)
23 (solo carreggiata interna) via Nuova Estense (SS 12) - strada Vaciglio centro
24 (solo carreggiata interna) via Nuova Estense (SS 12) - via della Pietra
25  rotatoria via Nuova Estense (SS 12) - via Vignolese (SS 623)
26 (solo carreggiata interna) via Nuova Estense (SS 724 dir/A)  - via Gottardi

### Cronologia
- 1970-1974: tangenziale sud tratti Mistral / Quasimodo / Neruda a cura e spese del Comune di Modena; all'epoca la strada era notevolmente innovativa per la città e permetteva al traffico proveniente dalle vie Amendola e Giardini di giungere direttamente fino a via Emilia ovest nei pressi del casello A1 di Modena Nord, collegando inoltre al resto della città in modo celere il nuovo quartiere Villaggio Giardino. Anche la frazione di Cognento veniva collegata alla rete viaria urbana in modo molto più diretto, in sostituzione delle storiche ma anguste strada di Cognento e via D'Avia .
- 1972-1976 circa: tangenziale nord Pasternak a cura e spese del Comune di Modena; la nuova viabiltà era fondamentale alla luce dell'allora nuova Zona industriale Torrazzi.
- 1970-1982: costruzione da parte della Provincia di Modena della SP 3 Nuova Estense da Modena a Pavullo nel Frignano; il tratto da via Emilia est a via Vignolese era a carico del Comune di Modena, mentre la chilometrica 0 della SP 3 iniziava da via Vignolese (SS 623) in direzione Vaciglio.
- 08/04/2021: tutti i tratti di tangenziale realizzati dal Comune di Modena (Mistral, Pasternak, Carducci) e il tratto di via Nuova Estense da SS12 a SS9 sono stati consegnati ad ANAS S.p.A. in attuazione del DPCM 21/11/2019 (piano "Rientro strade - seconda tranche")[1][2]

Con decreto del Ministero dei Lavori Pubblici 19 dicembre 1988, n. 2601 (G.U. n.22 del 27-1-1989) la strada provinciale denominata "Nuova Estense" di km 32 venne classificata statale ed incorporata quale variante nell'itinerario corrispondente della SS 12 "dell'Abetone e del Brennero" .
Il testo integrale e ufficiale del provvedimento è consultabile qui (sito web della Gazzetta Ufficiale).
- Le parti di strada ex Nuova Estense passata in gestione ad ANAS S.p.A. e facenti parte attualmente del sistema tangenziale di Modena come SS 12 vanno dalla progressiva 172,700 (Strada Bellaria, rotatoria svincolo 20) alla 174,600 (Strada Bellaria, svincolo 22) e da 174,600 a 176,200 (via Nuova Estense, svincolo 25). Il tratto compreso tra via Emilia est e via Vignolese è stato classificato come strada statale SS724 dir /A dal 08/04/2021.

La segnaletica delle progressive chilometriche ed ettometriche fino al km 174,000 è stata aggiornata e sostituita il 28 novembre 2014. Nella settimana successiva (entro il 5 dicembre 2014) gli ammodernamenti sono proseguiti dal km 174,100 al km 176,200: dopo quest'ultimo intervento tutto il tratto di SS 12 compreso tra Abetone e Modena (dal km 91,450 al km 176,200) risulta uniformato nel tipo di segnali utilizzati per le progressive chilometriche, del tipo "figura II 266 del D.P.R. 16 dicembre 1992, n. 495 "Regolamento di esecuzione e di attuazione del nuovo codice della strada". ANAS S.p.A. ha contestualmente soppiantato l'utilizzo dei segnali di progressiva chilometrica con segnale di conferma (figura II 265 del già citato D.P.R. 16 dicembre 1992, n. 495). Si veda per comodità alla pagina segnale di progressiva chilometrica.
- 1979-1982: tangenziale nord Carducci a cura e spese del Comune di Modena; all'epoca dell'apertura al traffico veicolare la tangenziale si immetteva sul tracciato storico della SS 12 (Via Canaletto) con incrocio a raso.
- 1982-1985: tangenziale nord Pirandello a cura e spese ANAS S.p.A.; contestualmente venne costruita una variante al tracciato storico della SS 12, ossia il grande svincolo "a quadrifoglio" corrispondente all'attuale svincolo 10 (via La Marmora). In conseguenza di queste scelte, la storica SS 12 venne suddivisa in tre tratte denominate come: via Canaletto sud (dal quartiere Sacca fino all'innesto sulla tangenziale, l'odierno svincolo 9), via Canaletto centro (breve tratto posto a servizio della viabilità della zona industriale "Modena Nord"); via Canaletto Nord (dove via Canaletto centro e via La Marmora si ricongiungono e verso nord, riprendendo il tracciato originario e tuttora in uso).
- giugno 1985: apertura al traffico veicolare di tutta la Tangenziale Nord: tratti G. Carducci e L Pirandello.
- 1990 circa: costruzione del cavalcavia sulla SS 9 (via Emilia ovest) della tangenziale Pirandello a cura e spese ANAS S.p.A (dal km 5,800 al km 6,500 circa). Fino ad allora le tangenziali Pirandello (nord) e Mistral (sud) confluivano a raso sulla via Emilia ovest; tenuto conto che anche l'accesso al casello A1 di Modena Nord sin dalle origini (giugno 1959) si innestava sulla via Emilia ovest, ne conseguiva una notevole congestione di traffico.

Il nuovo cavalcavia risultava unire pertanto le tangenziali Pirandello e Mistral senza soluzione di continuità.
Per ridurre il più possibile i problemi di congestione della viabilità, si procedette anche alla completa modifica dell'accesso al casello autostradale: chiuso definitivamente il tratto storico prospiciente la via Emilia ovest, venne costruita una strada alternativa (l'attuale svincolo 15) utilizzando parzialmente tra l'altro la già esistente via Cave di Ramo.
- 1991: la Provincia di Modena costruisce completamente a proprie spese un tratto di strada di circa 2 chilometri di strada extraurbana primaria con capisaldi tra SS 486 a Formigine e strada comunale Cucchiara a Modena. Si tratta del primo urgente tentativo di togliere traffico veicolare pesante dalla Via Giardini (allora classificata ancora come SS 12 di ANAS). Il risultato è positivo come pure il riscontro degli utenti della nuova strada, ma la lunghezza è decisamente troppo scarsa.

Il tratto sopra descritto verrà gradualmente integrato dalle due tratte Cognento-Baggiovara e Formigine-Fiorano Modenese della SS 724 di ANAS.
- 21 luglio 1998: inaugurazione della superstrada Modena-Sassuolo nel tratto Cognento-Baggiovara (gli attuali -2017- svincoli 17 e 27). Progetto e realizzazione a cura di ANAS S.p.A., lunghezza di quasi 4,5 km, costo di circa 35 miliardi di lire.  Il tracciato in località Cognento (in particolare lo svincolo attuale 17B e relativo sovrappasso) ha comportato l'eliminazione definitiva per sovrapposizione dell'intersezione a raso tra la tangenziale sud S. Quasimodo e di strada comunale D'Avia sud. La superstrada rimarrà provvisoriamente classificata da ANAS come NSA 72, solamente SS 724 dal 2012.
- 15 gennaio 2005: inaugurazione della superstrada Modena-Sassuolo nel tratto Formigine-Ponte Fossa (gli attuali -2017- svincoli 29 e 30). Progetto e realizzazione a cura di ANAS S.p.A., lunghezza di circa 3 km. L'apertura della nuova arteria di scorrimento rappresentò un notevole -ma non ancora definitivo- alleggerimento di traffico nel comprensorio ceramico di Sassuolo e verso Modena.
- 25 luglio 2005: inaugurazione della superstrada Modena-Sassuolo nel tratto Ponte Fossa-Fiorano Modenese all'intersezione con la SS 467 (gli attuali -2017- svincoli 30 e 31). Progetto e realizzazione a cura di ANAS S.p.A., lunghezza di quasi 2 km. La strada statale NSA 72 -poi SS 724- divenne così una realtà e da Modena a Fiorano Modenese si iniziò finalmente a viaggiare senza più soluzioni di continuità.

Il completamento di questa strada comportò pressoché l'annullamento del traffico veicolare pesante sulla Via Giardini e nei comuni di Modena, Formigine oltre che in numerosi centri abitati minori.
- primi anni 2000: il Comune di Modena decide di eliminare quanti più semafori possibili nella parte nord-est delle tangenziali di propria competenza (o in accordo con ANAS in quanto ente proprietario della SS 12):

- semaforo strada Bellaria SS 12 - via Contrada: rotatoria.
- semaforo strada Bellaria SS 12 - via Morane: rotatoria.
- semaforo via Nuova Estense SS 12 - via Vignolese SS 623: rotatoria. (*)
- semaforo via Nuova Estense - via Emilia est - tangenziale Pasternak: rotatoria + sottopasso stradale. (*)
- semaforo tangenziale Pasternak - via Nonantolana: sostituito dallo svincolo 6 della tangenziale. (*)
(*) storicamente, questi impianti semaforici hanno sempre registrato volumi di traffico molto alti nelle ore di punta, con tempi di luce verde insufficienti ad un adeguato deflusso dei veicoli e con tutti i conseguenti disagi che ne derivavano per gli utenti della strada.
- 21 settembre 2002: inaugurazione primo tratto della tangenziale complanare a sud di Modena (SS 724 dir) dal km 0,000 al km 0,950 (da svincolo 18 a svincolo 19); lo svincolo 18 venne realizzato a cura e spese di ANAS, lo svincolo 19 dal Comune di Modena.
- 21 dicembre 2002: inaugurazione secondo tratto della tangenziale complanare a sud di Modena (SS 724 dir) dal km 0,950 al km 5,000 (da svincolo 19 a svincolo 20) e apertura al traffico di tutta la nuova via di comunicazione (5 km + 300 metri di rampe) da SS 724 a SS 12. Realizzazione dell'opera a carico di ANAS S.p.A. con un costo di circa 26 milioni e 670 000 euro; il Comune di Modena impiegò circa 4 milioni di euro per costruire gli svincoli 19 e 20 e la rotatoria con la SS 12 in località Cantone di Mugnano.

#### Tangenziale Nord e opere correlate al sistema ferroviario Alta Velocità (AV)
- settembre 2007: la tangenziale nord SS 724 nel tratto compreso tra le progressive 2,100 e 2,600 (ossia tra le uscite n.11 e n.12) è stata interessata dai lavori di costruzione della nuova tratta ferroviaria a doppio binario "Modena-Cittanova", facente parte della linea Piacenza-Bologna e destinata a sostituire il tracciato storico a sud della città. La nuova linea sovrappassa in viadotto la tangenziale e venne attivata a tutti gli effetti solo dal 30 novembre 2014. Accanto all'opera descritta venne costruito anche un tratto a singolo binario "Modena Nord - nuovo scalo merci Cittanova", pure in viadotto, che a gennaio 2017 non risulta ancora pienamente operativo[18]; la linea aerea di contatto è stata installata da RFI solo nel 2016..